# X&Y
X&Y — третий студийный альбом английской рок-группы Coldplay. Он был выпущен 6 июня 2005 года в Великобритании при продюсировании Дантона Саппла, а днем позже в США на привычных для группы лейблах: Parlophone и Capitol Records. Альбом прежде всего стал известным благодаря своему беспокойному и срочному развитию, а также кратким уходом креативного директора и пятого участника Coldplay Фила Харви из группы. Изначально, продюсер Кен Нельсон должен был продюсировать пластинку; однако многие песни, написанные во время его сессий, были отклонены из-за недовольства группы. Обложка альбома представляет собой комбинацию цветов и блоков, являющуюся стилизацией под телеграфную перфоленту с кодом ITA2.
Альбом содержит двенадцать треков и дополнительную скрытую песню «Till Kingdom Come», которая отмечена знаком «+» на этикетке диска и внутри буклета пластинки. Первоначально планировалось, что американский кантри-исполнитель Джонни Кэш запишет его с солистом Крисом Мартином, но Кэш умер за два года до выхода записи в свет, не успев это сделать. Это самый долгий альбом, за всю историю существования Coldplay. При длительности более часа, студийник включает в себя мировые хиты «Fix You» «Speed of Sound» и «Talk». Последняя появилась в трек-листе, хотя после того, как она просочилась в сеть в начале 2005 года, считалось, что она была понижена до стороны B для последующих выпусков синглов альбома.
X&Y был выпущен после значительного глобального ожидания длинной в 3 года после выхода предыдущего диска группы A Rush of Blood to the Head. Общая реакция на альбом была в целом положительной, и он имел значительный коммерческий успех, заняв первое место в хит-парадах тридцати двух стран мира, включая Великобританию и США. Альбом X&Y, проданный тиражом более восьми миллиона копий по всему миру, стал самым продаваемым альбомом 2005 года, собрав более тринадцати миллионов экземпляров по состоянию на декабрь 2012 года. Также вышли синглы в его поддержку: «Speed of Sound», «Fix You», «Talk». «The Hardest Part». Критики и поклонники до сих пор считают X&Y последним альбомом «типичного и привычного Coldplay».

## Об альбоме

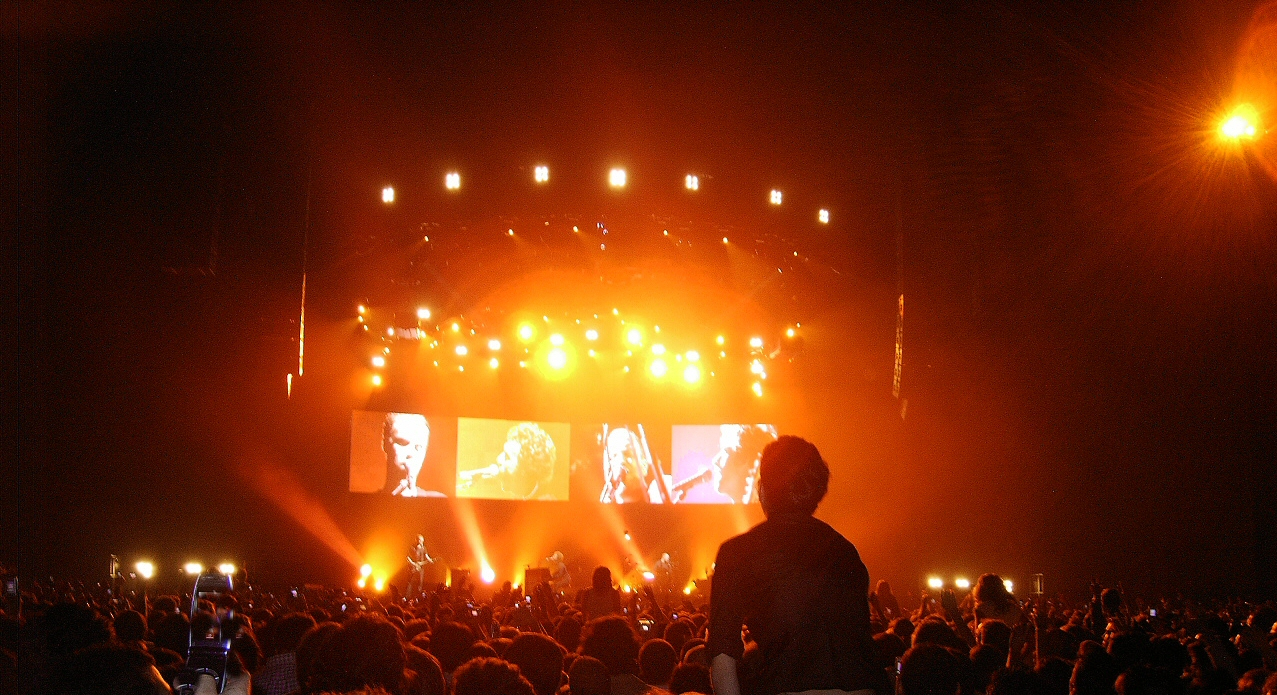
Выступление в рамках тура «Twisted Logic». Португалия, 2005 год

Источником вдохновения для записи альбома послужили Kraftwerk, Кейт Буш, Джонни Кэш. Так, для трека «Talk» группа попросила разрешение использовать рифф Kraftwerk из песни «Computer Love». В песне Kraftwerk рифф был исполнен на синтезаторе, а в песне «Talk» — на гитаре, в исполнении гитариста группы Джонни Баклэнда. Тринадцатый трек был написан группой для Джонни Кэша, но Кэш умер до того как смог записать эту песню вместе с Coldplay.
Обложка X&Y (как и обложки синглов с этого альбома) стилизована под телеграфную перфоленту с текстом «X&Y» в пятибитном коде ITA2. Так, каждая двухцветная плашка символизирует собой кодовое отверстие на перфоленте (бит 1), а отсутствие такой плашки — соответственно, отсутствие отверстия (бит 0). Аналогичным образом выполнена надпись «Make Trade Fair» на последней странице буклета.
Альбом получил преимущественно положительные отзывы критиков, хотя некоторые издания критиковали группу за вторичность. Редакция Афиша Daily в 2019 году назвала X&Y лучшим в творчестве группы, несмотря на то, что их «лучшая песенная форма пришлась на период турбулентности группы при ощутимых признаках застоя».

## Список композиций
Все песни написаны Гайем Беррименом, Джонни Баклендом, Крисом Мартином и Уиллом Чемпином, кроме отмеченных отдельно.
| №                   | Название                                                               | Длительность |
| ------------------- | ---------------------------------------------------------------------- | ------------ |
| 1.                  | «Square One»                                                           | 4:47         |
| 2.                  | «What If»                                                              | 4:57         |
| 3.                  | «White Shadows»                                                        | 5:28         |
| 4.                  | «Fix You»                                                              | 4:54         |
| 5.                  | «Talk» (Берримен/Баклэнд/Чемпион/Мартин/Хюттер/Бартос/Шульт)           | 5:11         |
| 6.                  | «X&Y»                                                                  | 4:34         |
| 7.                  | «Speed of Sound»                                                       | 4:48         |
| 8.                  | «A Message»                                                            | 4:45         |
| 9.                  | «Low»                                                                  | 5:32         |
| 10.                 | «The Hardest Part»                                                     | 4:25         |
| 11.                 | «Swallowed in the Sea» (Берримен/Баклэнд/Чемпион/Мартин/Менкен/Швартц) | 3:58         |
| 12.                 | «Twisted Logic» (после 4:31 тишина)                                    | 5:01         |
| 13.                 | «'Til Kingdom Come» (скрытый трек)                                     | 4:10         |
| Общая длительность: | Общая длительность:                                                    | 62:30        |

## Продажи альбома по всему миру
| Страна         | Место | Сертификация  | Продажи          |
| -------------- | ----- | ------------- | ---------------- |
| Австралия      | 1     | 4x платиновый | 280 000+         |
| Австрия        | 1     | платиновый    | 30 000+          |
| Аргентина      |       | 5x платиновый | 200 000+         |
| Бельгия        |       | 2x платиновый | 100 000+         |
| Бразилия       |       | золотой       | 50 000+          |
| Великобритания | 1     | 8x платиновый | 2 400 000+       |
| Германия       | 1     | 5x золотой    | 500 000+         |
| Дания          | 1     | платиновый    | 40 000+          |
| Ирландия       |       | 8x платиновый | 120 000+         |
| Испания        |       | 2x платиновый | 160 000+         |
| Италия         | 1     |               |                  |
| Канада         | 1     | 4x платиновый | 400 000+         |
| Мексика        |       | платиновый    | 100 000+         |
| Нидерланды     | 1     | платиновый    | 80 000+          |
| Новая Зеландия | 1     | 4x платиновый | 60 000+          |
| Норвегия       | 1     |               |                  |
| Португалия     | 1     | 2x платиновый | 40 000+          |
| США            | 1     | 3x платиновый | 3 160 869        |
| Финляндия      | 1     | платиновый    | 34 222+          |
| Франция        | 1     | платиновый    | 300 000+         |
| Швейцария      | 1     | 2x платиновый | 80 000+          |
| Швеция         | 1     | платиновый    | 60 000+          |
| Япония         |       | золотой       | 92 928+/100 000+ |
| Мир            | -     |               | 13 000 000+      |

### Комментарии
1. ↑  На родине у студийника была третья по величине неделя продаж в истории мировой музыки
2. ↑  В США студийник стал первым альбомом Coldplay, который возглавил хит-парад Billboard
3. ↑  Из-за ошибки, допущенной при кодировании, вместо «X&Y» фактически получилось «X96»